# Manhattan Stories (Album)
Manhattan Stories ist ein Jazzalbum von Charles Lloyd, das 1965 in New York City aufgenommen und 2014 bei Resonance Records veröffentlicht wurde.

## Hintergrund

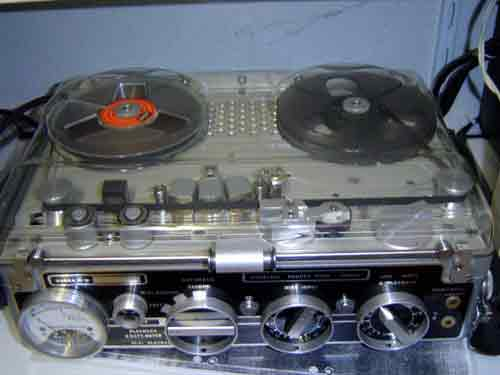
Das Tonbandgerät Nagra III mit Pilottone

Die beiden Auftritte des Lloyd-Quartetts wurden im Sommer 1965 im Slugs’ Saloon und im September desselben Jahres in der Judson Hall mitgeschnitten; dies fand kurz nach Lloyds Ausscheiden aus der Band von Cannonball Adderley statt. Wenig später wurde er zu einer „Crossover-Sensation“ und Held der Hippies und verkaufte eine Million Einheiten von der LP Forest Flower: Charles Lloyd at Monterey (Atlantic, 1966). Lloyds Quartett verwandelte sich schließlich in die legendäre Gruppe von Keith Jarrett, Cecil McBee und Jack DeJohnette, mit dem die klassischen Atlantic-Aufnahmen Dream Weaver (1966), The Flowering (1966), In Europe (1966) und Forest Flower (1968) entstanden.
Die Karriere des Saxophonisten Charles Lloyd sei gut dokumentiert, so Thomas Conrad in JazzTimes; doch das Quartett, mit dem er Mitte der 1960er-Jahre in Manhattan auftrat, mit dem Gitarristen Gábor Szabó, dem Bassisten Ron Carter und dem Schlagzeuger Pete LaRoca, hinterließ keine bekannten Aufnahmen. Der Inhalt des von Resonance Records produzierten Doppelalbums stammt von Auftritten des Quartetts in zwei längst geschlossenen Spielstätten, der Judson Hall, auf der 57. Straße gegenüber der Carnegie Hall, und dem Jazzclub Slug’s Saloon, in den Straßen des East Village Manhattans. George Klabin, ein 19-jähriger Student aus Columbia, der im Rundfunkprogramm der Columbia University eine Jazzshow hatte, nahm das Material in der Judson Hall auf; dieser Auftritt war Teil der 1965er Ausgabe von Charlotte Moormans New Yorker Festival der Avantgarde. Ein Charles-Lloyd-Fan, Bjorn von Schlebrugge, nahm die im Slug’s gespielte Musik auf einem tragbaren Nagra-Tonbandgerät auf.
2009 stellte Feldman die von Klabin mitgeschnittenen Aufnahmen Charles Lloyd in Kalifornien vor. Die Musik wurden dann im Resonance-Studio in Los Angeles abgemischt und eine LP- sowie CD-Edition vorbereitet. Die Liner Notes des Albums enthalten Fotos von Lee Tanner und Francis Wolff sowie sechs Essays von Michael Cuscuna, Stanley Crouch, Willard Jenkins, Zev Feldman und Don Heckman.

## Titelliste
- Charles Lloyd: Manhattan Stories (Resonance Records – HLP-9016 [LP], HCD-2016 [CD][3])

### CD 1: Live at Judson Hall, NYC, September 3, 1965
1. Sweet Georgia Bright (Charles Lloyd) 17:49
2. How Can I Tell You (Charles Lloyd) 11:57
3. Lady Gabor (Gábor Szabó) 12:50

### CD 2: Live at Slugs’ Saloon, NYC, 1965
1. Slugs’ Blues (Charles Lloyd) 12:57
2. Lady Gabor (Gábor Szabó) 13:53
3. Dream Weaver (Charles Lloyd) 15:25

## Rezeption
Thomas Conrad schrieb in JazzTimes über die Stimmung zur Zeit der Auftritte: „Es ist Sommer 1965. Die Revolution liegt in der amerikanischen Luft. Der Opener in der Judson Hall ist ‚Sweet Georgia Bright‘. Lloyds erste Solo-Rakete geht nach vorne, dreht jedoch vom Kurs ab und wirbelt in Flammen, während Carter und La Roca hämmern und abstürzen. Szabó stößt in den Ansturm und Lloyd wird dazu angeregt, höher und weiter zu kommen. Szabó spielt eine verstärkte Akustikgitarre mit Stahlsaiten, deren nasales Twang manchmal wie ein Banjo klingt. Seine Ideen, wie er mit einem Hornisten interagieren soll, sind ungewöhnlich, weniger auf das Comping oder den Kontrapunkt als auf den kreativen Konflikt gerichtet. Lloyd und Szabó spornen sich gegenseitig an, aber die Strecke führt nach 18 Minuten durch viele Straßen, darunter auch eine, die Szabó alleine fährt, angetrieben von der wütenden freien Energie von Carter und La Roca.“
Szabós heftige Stakkato-Phrasierung sei ein perfekter Kontrast zu Lloyd gewesen, so Conrad, der instinktiv lyrisch spielte. Sogar in den vorliegenden Mitschnitten, wo Lloyd mit einer impulsiven Hingabe spiele, die in seiner frühen Diskographie einzigartig sei, glühe sein Tenorsaxophon-Ton und ist an den Rändern gerundet, nicht gezackt.

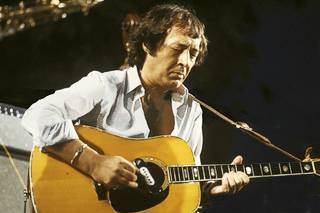
Gábor Szabó

Nach der Leidenschaft von „Sweet Georgia Bright“ folge die Ballade „How Can I Tell You“, die für eine „überraschende Veränderung in der Atmosphäre“ sorge. „Lloyds schnelle, flüssige Läufe zeigen, dass Schlüsselelemente seiner Ausdrucksweise bis 1965 ausgebildet waren.“ Das einzige Stück, das nicht von Lloyd komponiert wurde, ist Szabós „Lady Gabor“, ein Titel, der an beiden Orten gespielt wurde. Lloyd habe seine hinterlistigsten Grooves immer für seine Flöte aufgehoben. Beide Versionen von „Lady Gabor“ sind im 6/4-Takt, „zucken und schlängeln“. „Dream Weaver“ aus dem Slugs-Auftritt „ist eine obsessive, hypnotische Prozession, aus der Lloyd, der auf Tenor spielt, ausbricht, um zu schreien und zu weinen. ‚Slugs’ Blues‘ habe nur eine angedeutete, sparsame Linie, die Lloyd auf der Stelle erfunden hat. Es provoziert Solo-Akte von gnadenlosen Aggression jedes Bandmitglieds.“ Die Produktionsqualität dieses Pakets sei hervorragend, resümiert Conrad. „Die Klarheit, Präsenz und der Ansatz von Klabins Sound in der Judson Hall ist bemerkenswert.“ Die zweite CD sei „klanglich rauer, aber gut genug, um die Stimmung des Slugs, die nervöse, elektrische Nachtluft, zu erhalten.“
Dan Bilawski schrieb in All About Jazz, Manhattan Stories sei eine „Reise in die Vergangenheit, eine Reise in eine längst vergangene und vermisste Zeit. Es ist ein Fenster in die große Kunst des Charles Lloyd in einer Übergangszeit.“ Lloyd spiele wie ein Mann, der während eines langen „Sweet Georgia Bright“ wie besessen ist, eine Nummer, die einen beeindruckenden Austausch und Überschneidungen zwischen seinem Saxophon und Szabos brüchiger Gitarre aufweise. „How Can I Tell You“ sei „ein zarter musikalischer Ausdruck mit einprägsamer Soloarbeit, der jedoch nicht wie erwartet abgespielt wird. Wenn die Trommeln von LaRoca in voller Blüte stehen, drängen sie sich gegen den verträumten Charakter des Stücks.“ Das Quartett endet mit Szabos „Lady Gabor“, einer geheimnisvollen Nummer. Bilawski erkennt hier die Spuren des zukünftigen Musikers seiner ECM-Ära, etwa in seiner Saxophonkadenz gegen Ende von „How Can I Tell“ und durch sein Flötenspiel auf „Lady Gabor“.
Das Set aus dem Slugs’ Saloon beginnt als Momentaufnahme eines lauten Raums, aber die Musik richtet die Ohren schnell neu aus. Das Programm beginnt mit „Slugs’ Blues“, einer Nummer mit einer etwas Monk-haften Qualität, die sich mit der Zeit aufheizt. Als Nächstes erscheint „Lady Gabor“, es sei eine interessantere Alternative zu der Version aus der Judson Hall. „Szabos trance-induzierende Gitarrenarbeit stiehlt die Show, La Roca ist flink und geschickt, und Carter sorgt für Ballast. Sein Bass wird hier gehört und gefühlt.“ Die letzte Nummer dieser Performance, „Dream Weaver“ fließe und groove.

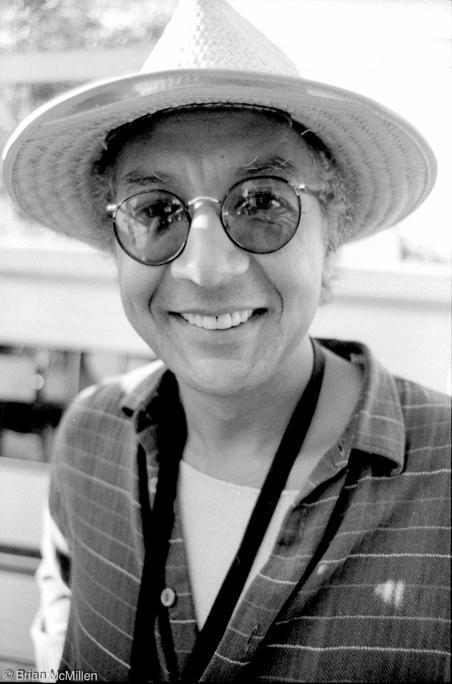
Charles Lloyd 1981 beim Russian River Jazz Festival, Guerneville CA

Ebenfalls in All About Jazz meinte Marc Corroto, in den meisten Fällen sei „die Folklore eines Ereignisses viel stärker als das tatsächliche Ereignis. Je älter ich werde, desto besser war es. Das Credo gilt für so vieles der erinnerten Vergangenheit. Nicht für die einzigen dokumentierten Aufnahmen des Charles Lloyd Quartetts.“ Die Dauer der jeweils drei Titel der Mitschnitte von über zehn Minuten erlaube den Spielern, sich auszudehnen, dennoch behalte jeder Titel ein konsistentes Motiv bei. „Sweet Georgia Bright“, das nichts mit „Sweet Georgia Brown“ zu tun habe, sondern mit Lloyds unvorhersehbarer Auseinandersetzung mit Thelonious Monks „Bright Mississippi“. Das Juwel hier sei jedoch „How Can I Tell You“, Lloyds Tribut an Billie Holiday. „Lloyd beginnt mit dem Sound von Coltranes Blues, um ein überzeugendes und eloquentes Solo von verheerender Eleganz zu errichten.“
Das Konzert im Slugs’ Saloon beginnt mit einem spontanen Blues, „Slug’s Blues“; dieser sei „rau, freudig, verschwitzt und musizierend. Ron Carters Bass ist eine Säule für LaRoca und Lloyd.“ In Gabors „Lady Gabor“, einer Art Blues-Raga, offenbarten sich die ungarischen Wurzeln des Gitarristen mit seiner Leidenschaft für Gypsy-, asiatische und indische Musik. Lloyd ergänzt es mit einer ganzen Klangpalette, die er aus seiner Flöte schafft. Die Slugs-Version kommt mit der Grausigkeit und den Registrierkassengeräuschen einer Menge. Eine sehr glückliche Menge.
John Fordham verlieh dem Album im britischen Guardian lediglich drei (von fünf) Sterne und schrieb unter der Überschrift „Momentaufnahme eines kraftvollen Jazz-Vierers“: „Lloyds anhaltendes Interesse an ungarischer Musik begann wahrscheinlich mit Szabó, und der brüchige, klingende Sound des Gitarristen ähnelt auf diesen sechs langen Tracks oft dem eines Cimbalom oder Dulcimers. Der Bandleader ist fest auf den frühen Coltrane-Modus eingestellt – obwohl der magere, klagende Sound hier und da auftaucht – und es gibt mehr holprige, gesprächige und peppigere, freischwebende Effekte, als die, die man in Lloyds sonstiger, reflektierender aktueller Musik gewöhnt sei. Aber die zwei Versionen von Szabós ‚Lady Gabor‘ mit pulsierenden Gitarren-Hooklines und flötenhaften Linien, der Coltrane-haften Midtempo-Nummer ‚Slug's Blues‘ und Lloyds berühmtem und düster-funky ‚Dream Weaver‘ machten diesen Mitschnitt zu einem packenden Dokument und einer Momentaufnahme eines mächtigen Quartetts, so Fordhams Resümee.“